# Pévange
 Pévange  es una población y comuna francesa, en la región de Lorena, departamento de Mosela, en el distrito de Château-Salins y cantón de Château-Salins.

## Demografía
| 44 | 35 | 57 | 55 | 60 | 53 |
| Para los censos de 1962 a 1999 la población legal corresponde a la población sin duplicidades (Fuente: INSEE [Consultar]) |    |    |    |    |    |